# Pascaline Bongo
Pour les articles homonymes, voir Bongo (homonymie).
Pascaline Mferri Bongo Ondimba, née le 10 avril 1956 à Franceville, est une femme politique gabonaise.

## Biographie

### Enfance, formation et débuts
Fille aînée du président Omar Bongo et de Louise Mouyabi Moukala, elle effectue une partie de ses études en France, à l'École nationale d'administration ; elle est la première femme gabonaise à en être diplômée. Elle est la demi-sœur d'Ali Bongo, président du Gabon entre 2009 et 2023 et d'Omar Denis Junior Bongo.

### Carrière

#### Haute-fonctionnaire et ministre (1987-2016)
En 1987, elle intègre l'administration gabonaise. Inspectrice des finances de profession, elle effectue des stages à la Chase Manhattan Bank et au Fonds monétaire international. Elle devient ensuite vice-présidente d'Elf Gabon.
Pascaline Bongo exerce les fonctions de ministre des Affaires étrangères de 1991 à 1994 sous la présidence de son père. Elle a également été directrice de cabinet d'Ali Bongo.
Elle est mariée à Paul Toungui, ancien ministre d'État chargé des Affaires étrangères.
En mai 2013, elle fait partie des « 25 femmes les plus influentes du business en Afrique » selon le magazine Jeune Afrique.
En février 2015, elle est mise en cause par la justice française pour des factures impayées s'élevant à 453 300 €.
Discrète depuis 2016, elle devient Haute représentante du chef de l'État en janvier 2019, mais sans retrouver son influence politique d'autrefois. Le 2 octobre de la même année, Ali Bongo annonce lors du conseil des ministres qu'il est mis fin à ses fonctions.

#### Procédures judiciaires en France (depuis 2022)
Elle est mise en examen en France à l'été 2022 dans l'affaire des biens mal acquis d'Omar Bongo. D'autres membres de la famille Bongo sont aussi mis en examen. Il lui est reproché d'avoir bénéficié des biens mal acquis, principalement des biens immobiliers, acquis en France de manière frauduleuse par son père, le président Omar Bongo.
En octobre 2023, le parquet de Paris annonce que Pascaline Bongo sera jugée début 2024 avec la société Egis Route, filiale du groupe français de construction Egis, et cinq autres personnes pour des soupçons de corruption en lien avec des marchés publics au Gabon en 2010 et 2011.
Le 17 janvier 2024, la Cour d'appel de Paris confirme la mise en examen de Pascaline Bongo dans l'affaire des « biens mal acquis ». Le 29 janvier 2024, elle comparaît devant le tribunal correctionnel de Paris pour répondre des faits de « corruption passive d'agent public étranger ».
Le 1er février 2024, les procureurs requièrent trois ans de prison, dont un an ferme et 150 000 € d’amende contre Pascaline Bongo. Le 22 avril 2024, le tribunal correctionnel de Paris, la relaxe,. Le Parquet national financier fait appel de cette décision.
Pascaline Bongo est de nouveau mise en examen en France en janvier 2025 pour corruption et blanchiment. Elle est soupçonnée être la bénéficiaire d'une société hongkongaise qui aurait reçu des fonds d'une société chinoise pour ensuite les verser sur les comptes personnels de Pascaline Bongo aux États-Unis. Le montant des transferts est estimé à 11 millions $.

## Vie privée
Elle a eu une relation avec Bob Marley.
Elle est l'ancienne compagne de l'homme politique Jean Ping, avec qui elle a deux enfants.